# Parastichopus tremulus
Parastichopus tremulus är en sjögurkeart som först beskrevs av Gunnerus 1767.  Parastichopus tremulus ingår i släktet Parastichopus och familjen signalsjögurkor. Inga underarter finns listade i Catalogue of Life.